# Leif Hamre
Leif Hamre (né le 9 août 1914 à Molde, mort le 23 août 2007 à Lier) était un officier et écrivain norvégien.

## Biographie
Leif Hamre a étudié à l'Académie nationale d'Art à Oslo. Lors de la Seconde Guerre mondiale, il dut fuir le pays et est allé s'engager dans les forces militaires norvégiennes de l'extérieur. Il reçut une formation de pilote à Little Norway au Canada et fut décoré pour ses efforts de guerre. Après la guerre, il fait carrière dans l'armée. Il prit sa retraite en 1974 avec le grade de lieutenant-colonel.
De 1957 à 1978 Hamre écrit six livres pour la jeunesse. Tous ses livres ont comme motif le milieu des aviateurs, une trame dramatique et une forme qui s'approche du documentaire. Ses livres furent très populaires et traduit en 19 langues. Cinq de ses livres reçurent le prix Kultur- og kirkedepartementets pris

## Publications
- 1957 : Otter tre to kaller (Au cœur du blizzard, 1970[1])
- 1958 : Blå 2; hopp ut
- 1959 : Klart fly (littéralement : Vol clair)
- 1965 : Brutt kontakt ((lit., Contact rompu)
- 1971 : Operasjon Arktis ((lit., Opération Arctique)
- 1978 : Fly uten fører ((lit., Voler sans chauffeur)
- 1983 : Til borgen! Til borgen!, roman ((lit., Au château ! Au château !)

## Prix et distinctions
- 1968 : (international) « Honor List »[2], de l' IBBY, pour Brutt kontakt